# Борромео, Джиберто Бартоломео
Джиберто Бартоломео Борромео (итал. Giberto Bartolomeo Borromeo; 12 сентября 1671, Милан, Миланское герцогство — 22 января 1740, Новара, Миланское герцогство) — итальянский куриальный кардинал и доктор обоих прав. Племянник кардинала Джиберто Борромео старшего и внучатый дядя кардинала Виталиано Борромео. Титулярный латинский патриарх Антиохийский с 26 января 1711 по 15 марта 1717. Епископ Новары с 17 января 1714 по 22 января 1740. Префект Дома Его Святейшества с 16 июня 1716 по 15 марта 1717. Кардинал-священник с 15 марта 1717, с титулом церкви Санти-Бонифачо-э-Алессио с 10 мая 1717 по 22 января 1740.